# Drosha
Drosha是一種RNA酶III，在人類基因組中由5號染色體上的DROSHA基因（舊稱RNASEN）編碼，於2000年被克隆發表，最初被發現為切割rRNA前驅物（pre-rRNA）的一種RNA酶，現已知其主要功能為在miRNA生成的初期切割miRNA的前驅物，此蛋白可與DGCR8蛋白組成微加工复合体，將DNA轉錄產生的pri-miRNA切割成長約70nt的pre-miRNA，後者可再由Dicer切割產生成熟的miRNA。Drosha、Dicer與其他參與miRNA生成的蛋白之表現量與某些癌症相關。

## 功能

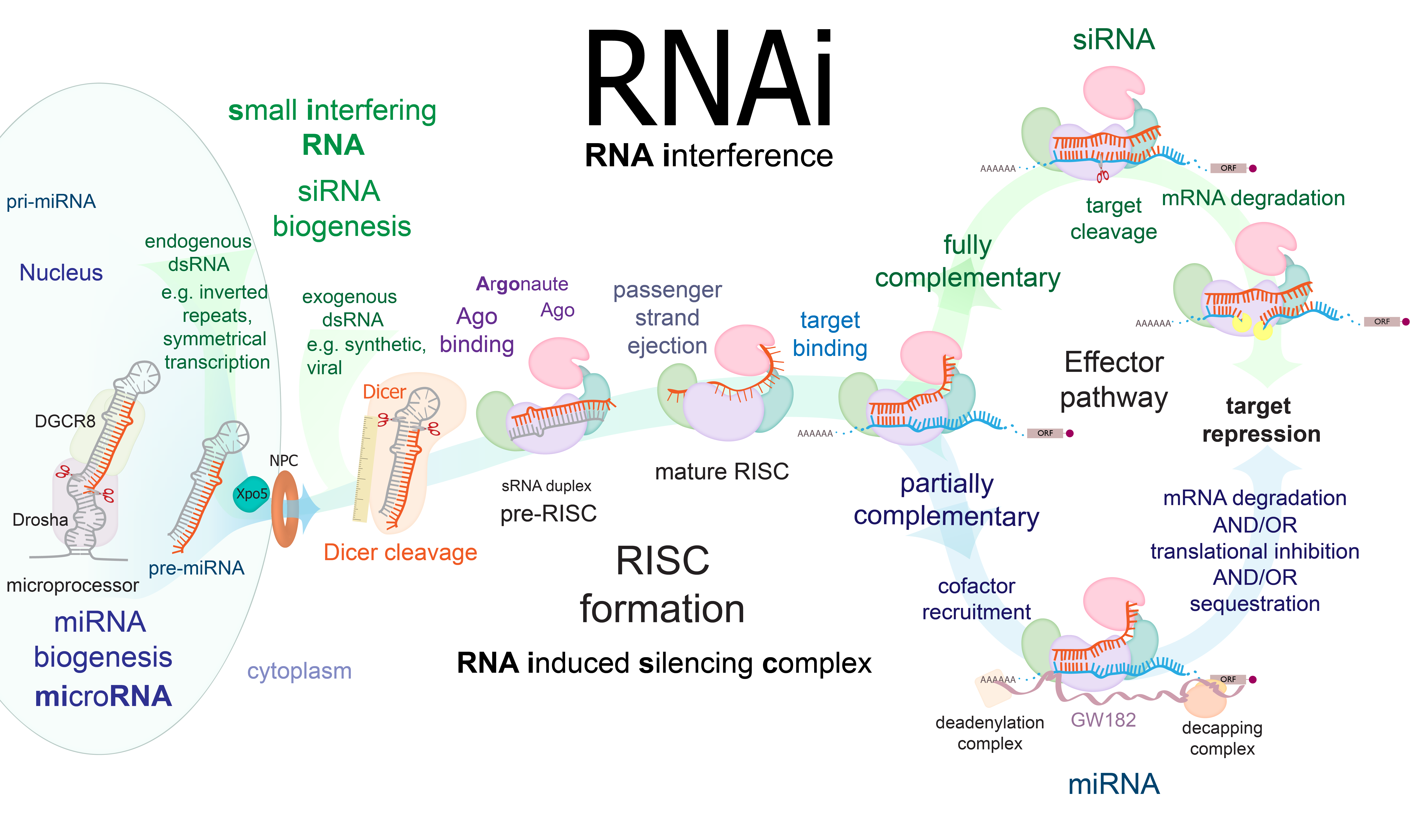
miRNA生成過程與RNA干擾示意圖

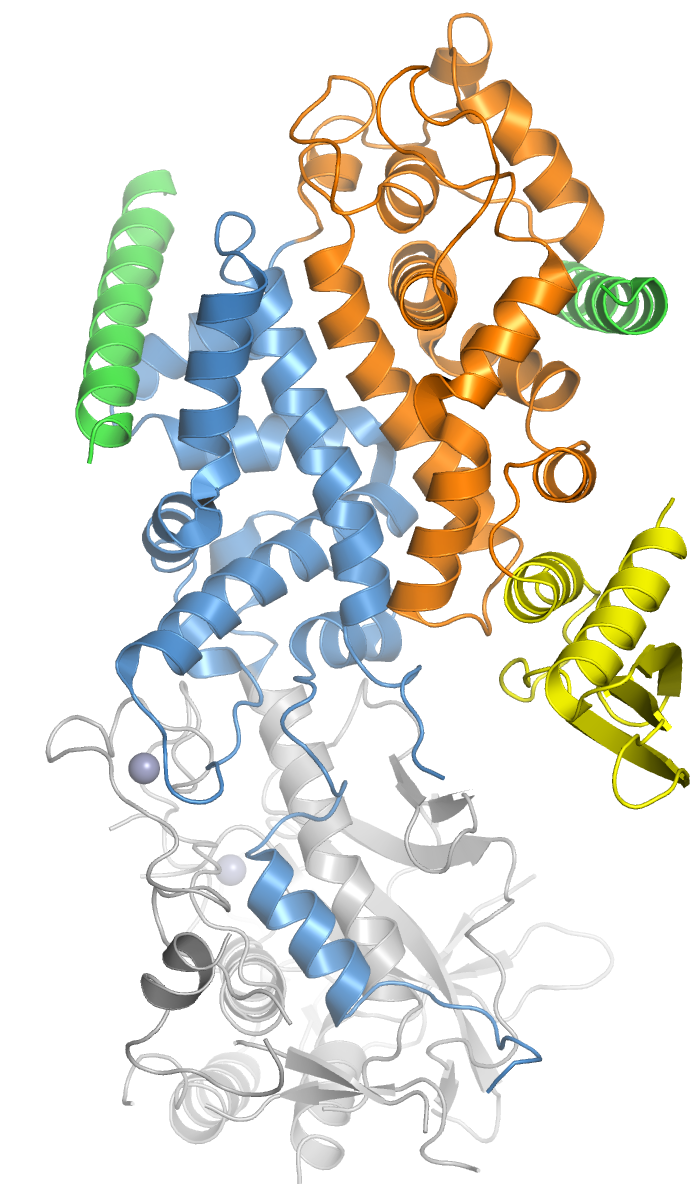
Drosha與兩個DGCR8組成的微加工复合体結構

RNA酶III皆為切割雙股RNA的RNA內切酶，其中Drosha在細胞核中參與miRNA前驅物切割的初始步驟。miRNA的生成過程最初是由RNA聚合酶II轉錄產生可長達數kb、具5′端帽與多腺苷酸尾的初級轉錄本pri-miRNA（初級miRNA），其受Drosha切割後會形成長約70nt、且3′端具2個突出鹼基（overhang）的pre-miRNA（前miRNA）。pre-miRNA可與XPO5蛋白結合，由細胞核被送入細胞質中，其3′端的突出鹼基可被另一種RNA酶IIIDicer所識別，後者可再將pre-miRNA切割成長22nt的雙股RNA，其中的一股即是成熟的miRNA，可與RNA誘導沉默複合體（RISC）結合而進行RNA干擾，切割目標mRNA或抑制其轉譯以達成基因靜默的效果。
Drosha切割pri-miRNA時會與兩個RNA結合蛋白DGCR8共同組成稱為微加工复合体的蛋白三聚體，DGCR8在模式生物黑腹果蠅與秀麗隱桿線蟲中稱為Pasha，即「Drosha的夥伴蛋白」（partner of Drosha）之簡稱，Drosha需在與DGCR8結合的情況下才能進行切割。除必要的Drosha與DGCR8外，微加工复合体還可能包含EWSR1、异质核糖核蛋白、FUS與DEAD-BoxRNA解旋酶（p68、p72）等其他蛋白以幫助切割pri-miRNA，有些種類的pri-miRNA只有在特定輔助蛋白存在時才能被Drosha切割。
Drosha大多位於細胞核中，但也有些Drosha不含核定位序列（NLS）而位於細胞質中，稱為c-Drosha，可能以其他機制調控基因表現。另外Drosha與Dicer也參與DNA修補。
少數miRNA以非典型的方式生成，不需經Drosha切割，此類miRNA稱為Mirtron，編碼序列位於其他基因的內含子中，可隨該基因的mRNA轉錄後進行剪接時被切割形成pre-miRNA，因此不需依賴Drosha；此外，還有些miRNA（simtron）前驅物的切割仰賴Drosha，但不需DGCR8、XPO5與Dicer。

## 臨床意義
Drosha等參與miRNA生成的蛋白表現量與某些癌症相關，例如某些種類的乳癌病患的Drosha與Dicer的表現量下降，癌症基因組圖譜中也顯示數種乳癌、大腸癌與食道癌病患細胞質中的Drosha（即c-Drosha）表現量增加。

## 外部連結
- PDB中UniProt可用的所有結構信息之概述：Q9NRR4 (Ribonuclease 3) 在PDBe-KB。